# يورك لمكافحة السرطان
يورك لمكافحة السرطان أو يورك ضد السرطان (بالإنجليزية: York Against Cancer)‏ هي جمعية لأبحاث السرطان مَقرُها في يورك في إنجلترا. تأسست هذه الجمعية عام 1987.